# Lucy Stone
Lucy Stone (West Brookfield, 13 de agosto de 1818 - Boston, 18 de outubro de 1893) foi uma proeminente oradora, sufragista americana, abolicionista, defensora local e promotora dos direitos das mulheres norte-americana. Em 1847, Stone se tornou a primeira mulher de Massachusetts a receber a graduação pela Oberlin College em Ohio nos Estados Unidos, que foi a primeira instituição de ensino superior no país a admitir mulheres e negros. Ela se expressava sobre os direitos das mulheres e contra a escravidão em uma época que mulheres eram desencorajadas e impedidas de falar em público. Stone também ficou conhecida por usar seu nome de solteira após o casamento.
Seu ativismo pelas mulheres conseguiu ganhos reais para os salários das mulheres durante o século XIX. Ela ajudou a organizar a Convenção Nacional pelos Direitos das Mulheres em Worcester e apoiou e financiou anualmente, junto de várias outras iniciativas locais, estaduais e nacionais. Falou frente a um grande números de corpos legislativos sobre conceder mais direitos às mulheres. Ajudou a passar a 13ª Emenda à Constituição dos Estados Unidos e por consequência a abolir a escravidão no país. Ajudou a fundar a Associação Sufragista das Mulheres Norte-Americanas.
  Ela influenciou John Stuart Mill e Harriet Taylor após ter organizado uma convenção em 1851 sobre direitos femininos. Que inspirou os filósofos britânicos na criação de um relevante ensaio sobre a emancipação das mulheres.  